# Adam D. Smith
Pour les articles homonymes, voir Adam Smith (homonymie) et Smith.
Adam D. Smith est professeur d'informatique et d’ingénierie à la School of Electrical Engineering and Computer Science de l'université de Pennsylvanie, spécialiste de confidentialité différentielle. Il est notamment lauréat, avec Cynthia Dwork, Frank McSherry et Kobbi Nissim, du prix Gödel 2017.

## Carrière
Adam D. Smith obtient un Ph. D. au Massachusetts Institute of Technology en 2004 avec une thèse intitulée « Maintaining Security in the Presence of Partial Information Leakage » préparée sous la direction de Madhu Sudan. Il est ensuite post-doc à l'Institut Weizmann à Rehovot, dans l'équipe de Moni Naor, puis il travaille ensuite à la sécurisation de la gestion des adresses IP (IPAM) de l'UCLA avant de rejoindre l'université de Pennsylvanie en 2006.

## Recherche
Adam D. Smith travaille en cryptographie et en confidentialité et sécurité des données, et leurs connexions avec divers domaines comme la théorie de l'information, la combinatoire, la mécanique quantique et la statistique. Dans ce cadre, il étudie notamment la préservation de confidentialité des publications de données statistiques, la cryptographie basée sur des secrets bruités (« fuzzy cryptography ») et des protocoles bi- et multi-parties pour des tâches comme l'échange de clés, la mise en gage, et l'évaluation sûre de fonctions. Il s'intéresse également à la cryptographie quantique, et à la théorie de l'information quantique.

## Prix et distinctions
- 2017 : Prix Gödel avec Cynthia Dwork, Frank McSherry et Kobbi Nissim, pour leur article fondateur sur la confidentialité différentielle[3].

- 2016 : Test-of-Time Award de la Theory of Cryptography Conference (TCC)[4] pour la première version de ce même article, publiée en 2006 sous le titre « Calibrating Noise to Sensitivity in Private Data Analysis ».

- 2009 : Presidential Early Career Award for Scientists and Engineers (PECASE), .